# Peter Ndlovu
Peter Ndlovu (né le 25 février 1973 à Bulawayo) était un footballeur international zimbabwéen. Il était attaquant.
Peter Ndlovu participe à la Coupe d'Afrique des nations 2004 puis à la Coupe d'Afrique des nations 2006 avec l'équipe du Zimbabwe. Ndlovu est le meilleur buteur de l'histoire de l'équipe du Zimbabwe avec 38 buts.

## Palmarès
- 81 sélections et 37 buts en équipe du Zimbabwe entre 1990 et 2007.
- Champion d'Afrique du Sud en 2006 et 2007 avec le Mamelodi Sundowns